# Деляну, Бака Петровна
Бака Петровна Деляну (рум. Baca Deleanu, урождённая Ба́ся Пе́йсаховна Ри́велис; 12 мая 1921, Вад-Рашков — 5 октября 2005, Кишинёв) — молдавская писательница и переводчик художественной литературы. Жена поэта Ливиу Деляну.

## Биография
Родилась в Вад-Рашкове в семье провизора Пейси (Пейсаха) Ривелиса (Ривелеса) и Фиры (Эстер) Ривелис. В детские годы жила с семьёй в Сороках. С началом румынской оккупации города во время Великой Отечественной войны была депортирована с родителями и младшей сестрой Цилей в Ольгопольское гетто в Транснистрии, где родители были расстреляны. После освобождения в 1944 году вернулась в Сороки, в том же году вышла замуж за поэта Ливиу Деляну.
Окончила филологический факультет Кишинёвского университета.
Занималась переводами художественной литературы (главным образом для детей) с итальянского, немецкого, французского и русского языков на молдавский (румынский) язык. После смерти мужа составила и подготовила к печати около тридцати сборников его литературного наследия.
Автор книг для детей и юношества, воспоминаний, литературной критики. В 2002 году за румынский перевод книги «Приключения Чиполлино» удостоилась почётного диплома международного совета детской и юношеской литературы при ЮНЕСКО. Член Союза писателей Молдовы.
Похоронена в Кишинёве рядом с мужем.

## Публикации

### Переводы
- Vincent Šikula. O vacanţă cu moş Rafael. Кишинёв: Лумина, 1970. — 119 с.
- Леонид Волынский. Verdele arbor al veţii. Кишинёв: Лумина, 1971. — 160 с.
- Ладо Мрелашвили. Ştrengarii din Ikalto: Povestire. Кишинёв: Лумина, 1974. — 228 с.
- Владимир Одоевский. Moş Gerilă: Poveste. Художник Вольф Бульба. Кишинёв: Литература артистикэ, 1977.
- Джанни Родари. Aventurile lui Ceapolino. Иллюстрации Владимира Сутеева. Кишинёв: Литература артистикэ, 1977. — 232 с.
- Inge Maria Grimm[нем.]. Şvip şi Şvap la Marea Piticilor. Художник Вольф Бульба. Кишинёв: Литература артистикэ, 1977. — 158 с.
- Inge Maria Grimm. Şvip şi Şvap la Marea Piticilor. Часть вторая. Художник Вольф Бульба. Кишинёв: Литература артистикэ, 1981. — 176 с.
- Inge Maria Grimm. Şvip şi Şvap la Marea Piticilor. Часть третья. Художник Вольф Бульба. Кишинёв: Литература артистикэ, 1983. — 144 с.
- Эно Рауд. Manşon, Jumaghiată şi Barbă de Muşchi. Кишинёв: Литература артистикэ, 1985. — 197 с.
- Виталий Губарев. Trei pe-o insulă: Povestiri-basme. Кишинёв: Литература артистикэ, 1985. — 318 с.
- Сергей Макаров. Необыкновенные приключения школьника Бобки, который изобрёл летающий стул. Художник Вольф Бульба. Кишинёв: Литература артистикэ, 1988. — 62 с.
- Эрнст Гофман. Spărgătorul de Nuci şi Regele Şoarecilor — Спэргэторул де нучь ши Реӂеле Шоаречилор (Щелкунчик и мышиный король). Иллюстрации Вольфа Бульбы. Кишинёв: Литература артистикэ, 1989. — 89 с.
- Джанни Родари. Aventurile lui Ceapolino. Кишинёв: Editura Prut Internaţional, 2000. — 158 с.

### Художественная проза
- Carte pentru tine şi despre tine (Книга о тебе и для тебя). Кишинёв: Литература артистикэ, 1983. — 112 с.
- Drumeția noastră: evocări (Наше путешествие, повесть). Кишинёв: Hyperion, 1992. — 173 с.